# Galissus azureus
Galissus azureus är en skalbaggsart som beskrevs av Monné och Martins 1981. Galissus azureus ingår i släktet Galissus och familjen långhorningar. Inga underarter finns listade i Catalogue of Life.